# 鄂西玄参
鄂西玄参（学名：Scrophularia henryi）为玄参科玄参属下的一个种。

## 扩展阅读
- 維基物種上的相關：鄂西玄参